# Alaksandr Krucikau
Alaksandr Wasiljewicz Krucikau (biał. Аляксандр Васільевіч Круцікаў; ros. Александр Васильевич Крутиков, Aleksandr Wasiljewicz Krutikow; ur. 28 stycznia 1960 w Wietrynie) – białoruski trener koszykarski w Polsce znany jako Aleksander Krutikow.
6 stycznia 2010 został trenerem Sportino Inowrocław.
27 marca 2012 opuścił Sportino Inowrocław. 
9 grudnia 2013 zastąpił na stanowisku trenerskim Astorii Bydgoszcz Jarosława Zawadkę.
W latach 2014–2015 był głównym trenerem Spójni Stargard Szczeciński.

## Osiągnięcia trenerskie
Drużynowe
- Mistrz Białorusi (2018, 2019)
- Zdobywca pucharu Białorusi (2018, 2019)
- Awans do:
  - najwyższej klasy rozgrywkowej (PLK) z:
    - Polpakiem Świecie (2005)
    - Browarem Dojlidy Instal Białystok (1995)

  - I ligi męskiej z Astorią Bydgoszcz (2003)

Indywidualne
- Trener drużyny:
  - Południa, podczas meczu gwiazd PLK (2006)
  - Zachodu, podczas meczu gwiazd I ligi męskiej (2011)[5]